# Tylophora himalaica
Tylophora himalaica är en oleanderväxtart som beskrevs av Joseph Dalton Hooker. Tylophora himalaica ingår i släktet Tylophora och familjen oleanderväxter. Inga underarter finns listade i Catalogue of Life.